# Шамбле Бисјер
Шамбле Бисјер (фр. Chambley-Bussières) насеље је и општина у североисточној Француској у региону Лорена, у департману Мерт и Мозел која припада префектури Брије.
По подацима из 2011. године у општини је живело 645 становника, а густина насељености је износила 33,51 становника/km². Општина се простире на површини од 19,25 km². Налази се на средњој надморској висини од 258 метара (максималној 312 m, а минималној 222 m).

## Демографија
| 1962. | 1968. | 1975. | 1982. | 1990. | 1999. | 2011. |
| ----- | ----- | ----- | ----- | ----- | ----- | ----- |
| 526   | 540   | 477   | 466   | 418   | 428   | 645   |

График промене броја становника у току последњих година